# Nuno Espírito Santo
Nuno Herlander Simões Espírito Santo (São Tomé, 25 de janeiro de 1974) é um treinador e ex-futebolista português que atuava como goleiro. Atualmente comanda o Nottingham Forest.

## Carreira como jogador
Em julho de 2002, o Porto o contratou e ele fez parte da equipe que conquistou a Liga dos Campeões da UEFA de 2003–04. Posteriormente substituiu Vítor Baía durante a Copa Intercontinental, no jogo contra o Once Caldas. Após passagens por Dínamo de Moscou e Desportivo das Aves, Nuno retornou ao Porto na temporada (2007–08) e permaneceu até ao fim da carreira profissional, na temporada 2009–10. Em 259 jogos realizados em toda a sua carreira, marcou apenas um gol de pênalti nas quartas de final da Taça de Portugal, contra o Varzim, no dia 8 de março de 2003.

### Seleção Nacional
Nuno, que jamais jogou pela Seleção Portuguesa principal, foi convocado para a Euro 2008 para substituir Quim, que se lesionou na véspera do início da competição.

## Carreira como treinador

### Rio Ave
Tornou-se técnico do Rio Ave a partir de junho de 2012. Permaneceu na equipe vilacondense até julho de 2014, quando foi contratado pelo Valencia inicialmente por uma temporada.

### Valencia e Porto
Em sua primeira temporada, a equipe terminou em quarto lugar na La Liga de 2014–15. Em janeiro de 2015 o clube ampliou seu contrato até 2018. No entanto, no dia 30 de novembro do mesmo ano, deixou o clube espanhol por mútuo acordo, e no dia 1 de junho de 2016 foi confirmado como novo treinador do Porto, cargo que ocupou até dia 22 de maio de 2017.

### Wolverhampton
Ainda em 2017, foi contratado pelo Wolverhampton no dia 31 de maio. O treinador realizou um bom trabalho e permaneceu no clube inglês por quatro anos, tendo conquistado a EFL Championship de 2017–18.

### Tottenham
Espírito Santo foi anunciado pelo Tottenham no dia 30 de junho de 2021, assinando com os Spurs até junho de 2023. Após uma derrota por 3 a 0 para o Manchester United, válida pela Premier League, Nuno foi demitido do clube londrino no dia 1 de novembro.

### Al-Ittihad
Em 4 de julho de 2022, Nuno foi anunciado como treinador do Al-Ittihad. Sob seu comando, o clube conquistou o Campeonato Saudita na temporada 2022–23.
No entanto, após um desentendimento com o atacante Karim Benzema, Nuno foi demitido no dia 7 de novembro de 2023.

### Nottingham Forest
Pouco mais de um mês após deixar o Al-Ittihad, teve a sua contratação oficializada pelo Nottingham Forest no dia 20 de dezembro.

## Universidade de Wolverhampton
No dia 4 de maio de 2019, foi concedido o título acadêmico de Doutor Honorário em Desporto pela Universidade de Wolverhampton, em reconhecimento pelo sucesso da equipe sob a sua liderança e a sua contribuição para o desporto na região.

## Títulos como jogador
Deportivo La Coruña
- Copa do Rei: 2001–02

Porto
- Primeira Liga: 2002–03, 2003–04, 2007–08 e 2008–09
- Taça de Portugal: 2002–03 e 2008–09
- Supertaça Cândido de Oliveira: 2003, 2004 e 2009
- Copa da UEFA: 2002–03
- Liga dos Campeões da UEFA: 2003–04
- Copa Europeia/Sul-Americana: 2004

### Prêmios individuais
- Troféu Zamora: 1999–00 (Segunda Divisão Espanhola)

## Títulos como treinador
Wolverhampton
- EFL Championship: 2017–18
- Troféu Premier League Ásia: 2019

Al-Ittihad
- Campeonato Saudita: 2022–23